# Schlacht von Dong Xoai
Schlacht um Tua Hai (1960) – Schlacht um Ap Bac (1963) – Schlacht von Nam Dong (1964) – Tonkin-Zwischenfall (1964) – Operation Flaming Dart (1965) – Operation Rolling Thunder (1965–68) – Schlacht von Dong Xoai (1965) – Schlacht im Ia-Drang-Tal (1965) – Operation Crimp (1966) – Operation Hastings (1966) – Schlacht von Long Tan (1966) – Operation Attleboro (1966) – Operation Cedar Falls (1967) – Schlacht um Hügel 881 (1967) – Schlacht bei Dak To (1967) – Schlacht um Khe Sanh (1968) – Tet-Offensive (1968) – Schlacht um Huế (1968) – Operation Speedy Express (1968/69) – Operation Dewey Canyon (1969) – Schlacht am Hamburger Hill (1969) – Operation Menu (1969/70) – Operation Lam Son 719 (1971) – Schlacht um FSB Mary Ann (1971) – Schlacht um Quảng Trị (1972) – Operation Linebacker (1972) – Operation Linebacker II (1972) – Schlacht von Xuan Loc (1975) – Operation Frequent Wind (1975)
Die Schlacht von Dong Xoai war eine Schlacht in der frühen Phase des Vietnamkriegs. Bei Dong Xoai befand sich ein stark befestigtes ARVN-Lager mit großer Garnison. Die Truppen rechneten kaum mit einem gefährlichen Angriff.

## Dong Xoai
Dong Xoai war ein Lager von Spezialeinheiten der ARVN mit eigener Landebahn. Nach der Fertigstellung des Lagers am 25. Mai 1965 wurden große Verbände eingeflogen. Vom ersten Tag an war das Lager immer wieder Ziel von Mörserangriffen, die jedoch für Störfeuer, eine bekannte Vietcong-Taktik, gehalten wurde. Innerhalb der letzten zwei Wochen vor dem Angriff nahmen die Attacken zu, aber trotzdem rechnete niemand mit einem Angriff.

## Schlacht von Dong Xoai
Die Schlacht begann am 10. Juni kurz nach Mitternacht mit dem Angriff des 272. Vietcong-Regiments. Durch schweres Feuer wurden Bunker und MG-Stellungen ausgeschaltet und der Verteidigungsring des Lagers fiel mehr und mehr in die Hände der Angreifer. Aufgrund des Überraschungsmoments hatten die ARVN-Soldaten wenig organisierten Widerstand zu bieten.
Der amerikanische Militärberater im Lager ordnete den Rückzug ins Zentrum des Lagers an, da die Verteidiger bereits stark geschwächt waren. Gegen Abend flogen die USA Luftangriffe auf die Stellungen der Vietcong, unter anderem mit Napalm. Diese konnten jedoch nicht aus ihren Stellungen vertrieben werden und verhinderten durch Luftabwehrfeuer das Einfliegen von Verstärkungen in das Lager. Sie mussten stattdessen außerhalb landen und wurden in lange Gefechte verwickelt. Ein US-Bataillon wurde am Flughafen der Region abgesetzt, wurde aber auf Befehl von General Westmoreland nicht in den Kampf geschickt.
Infolge des langen Gefechts wurden allmählich Vorräte und Munition knapp. Zudem sammelten sich dort die Verwundeten. Als klar wurde, dass die Belagerung länger andauern würde, wurde gegen Abend beschlossen, das Lager zu evakuieren. Dieser für die ARVN beschämende Plan musste jedoch nicht durchgeführt werden.
Am frühen Morgen des 11. Juni zogen die Vietcong sich überraschend zurück und ließen eine völlig demoralisierte und schwer angeschlagene ARVN-Einheit zurück, die mehr als 400 Tote zu beklagen hatte. Auch einige amerikanische Militärberater kamen ums Leben.

## Folgen
Die Niederlage bei Dong Xoai war eine weitere Demütigung für die südvietnamesische Regierung. Wieder einmal hatte sich herausgestellt, dass die ARVN den Vietcong-Truppen nicht gewachsen war.
Obwohl es den Vietcong nicht gelang, das Lager ganz zu erobern, konnten sie der ARVN doch schwere Verluste zufügen und den Sieg für ihre Propaganda nutzen.